# اسکار (لوئیزیانا)
اسکار (به انگلیسی: Oscar) یک منطقهٔ مسکونی در ایالات متحده آمریکا است که در لوئیزیانا واقع شده‌است. اسکار ۹۰۰ نفر جمعیت دارد و ۱۰٫۰۶ متر بالاتر از سطح دریا واقع شده‌است.